# Hans-Joachim Tröger
Hans-Joachim Tröger (* 2. September 1935; † 28. November 2024) war ein deutscher Schwimmer.

## Werdegang
Hans Joachim Tröger schwamm für die Wasserfreunde München.
Bei den deutschen Schwimmmeisterschaften gewann er von 1958 bis 1961 viermal in Folge den Titel in der 4-mal-200-Meter-Bruststaffel. Nachdem er über 200 Meter Brust 1958 Zweiter geworden war, siegte er 1959 und 1960. 1960 und 1961 gewann er außerdem den Meistertitel mit der Lagenstaffel. Von 1958 bis 1960 verbesserte Tröger im Wechsel mit dem Karlsruher Klaus Bodinger mehrfach den deutschen Rekord über 200 Meter Brust.
Hans-Joachim Tröger gewann 1959 bei der Universiade in Turin den Titel über 200 Meter Brust bei Zeitgleichheit mit dem zweitplatzierten Italiener Roberto Lazzari.
Hans-Joachim Tröger war später als Bauunternehmer unter anderem im Bäderbau tätig. Er war mit der ehemaligen Turmspringerin Helga Tröger verheiratet. Beider Sohn Christian Tröger war als Schwimmer erfolgreich. Hans-Joachim Tröger starb im Alter von 89 Jahren.